# 安藤正哉
安藤正哉（日语：／ Andō Masaya，1960年2月23日—），日本男子摔跤运动员。他曾代表日本参加1986年亚洲运动会摔跤比赛，获得一枚银牌。他也曾参加1984年夏季奥林匹克运动会。